# RISC OS
RISC OS (/rɪsk.oʊˈɛs/) és un sistema operatiu d'ordinador dissenyat originalment per Acorn Computers Ltd a Cambridge, Anglaterra. Llançat per primera vegada el 1987, va ser dissenyat per funcionar amb el chipset ARM, que Acorn havia dissenyat simultàniament per utilitzar-lo en la seva nova línia d'ordinadors personals Arquimedes. El sistema operatiu RISC pren el nom de l'arquitectura d'ordinador de conjunt d'instruccions reduït (RISC) que admet.
Entre 1987 i 1998, RISC OS es va incloure a tots els models d'ordinador Acorn basats en ARM, inclosa la línia Acorn Archimedes, la línia R de Acorn (amb RISC iX com a opció d'arrencada dual), RiscPC, A7000 i models prototip com l'Acorn NewsPad i ordinador Phoebe. Una versió del sistema operatiu, anomenada NCOS, es va utilitzar a l'ordinador de xarxa d'Oracle Corporation i als sistemes compatibles.
Després de la ruptura d'Acorn l'any 1998, el desenvolupament del sistema operatiu va ser bifurcat i va continuar per separat per diverses empreses, incloses RISCOS Ltd, Pace Micro Technology i Castle Technology. Des d'aleshores, s'ha incorporat a diversos ordinadors d'escriptori basats en ARM, com ara l'Iyonix PC i l'A9home. A March 2017, el sistema operatiu continua bifurcat i és desenvolupat de manera independent per RISCOS Ltd i la comunitat RISC OS Open.
Les versions estables més recents s'executen a l'ARMv3/ARMv4 RiscPC, l'ARMv5 Iyonix, els processadors ARMv7 Cortex-A8 (com el que s'utilitza a BeagleBoard i Touch Book) i processadors Cortex-A9 (com el que s'utilitza al PandaBoard) i l'ordinador Raspberry Pi educatiu de baix cost. Les imatges de la targeta SD s'han publicat per baixar-les gratuïtament als usuaris de Raspberry Pi 1, 2, 3 i 4 amb una versió completa d'interfície gràfica d'usuari (GUI) i una versió només d'interfície de línia d'ordres (RISC OS Pico, a 3.8 MB).

## Història
La primera versió del sistema operatiu RISC es va publicar originalment l'any 1987 com a Arthur 1.20. La següent versió, Arthur 2, es va convertir en RISC OS 2 i es va publicar l'abril de 1989. RISC OS 3.00 es va llançar amb l'A5000 el 1991 i contenia moltes funcions noves. El 1996, RISC OS s'havia enviat a més de 500.000 sistemes.
Acorn va aturar oficialment el treball al sistema operatiu el gener de 1999, rebatejant-se com a Element 14. El març de 1999, una nova empresa, RISCOS Ltd, va llicenciar els drets per desenvolupar una versió d'escriptori de RISC OS a partir de l'Element 14, i va continuar el desenvolupament de RISC OS 3.8, llançant-lo com a RISC OS 4 el juliol de 1999. Mentrestant, l'Element 14 també havia conservat una còpia del sistema operatiu RISC 3.8 a casa, que van desenvolupar en NCOS per utilitzar-lo en decodificadors. L'any 2000, com a part de l'adquisició d'Acorn Group plc per part de MSDW Investment, RISC OS va ser venut a Pace Micro Technology, que més tard el va vendre a Castle Technology Ltd.
El maig de 2001, RISCOS Ltd va llançar RISC OS Select, un esquema de subscripció que permet als usuaris accedir a les últimes actualitzacions de RISC OS 4. Aquestes actualitzacions es publiquen com a imatges ROM de càrrega suau, separades de la ROM on s'emmagatzema el sistema operatiu d'arrencada i es carreguen en el moment de l'arrencada. Select 1 es va enviar el maig de 2002, amb Select 2 el novembre de 2002 i el llançament final de Select 3 el juny de 2004. El mateix mes, es va llançar RISC OS 4.39, anomenada RISC OS Adjust. RISC OS Adjust va ser la culminació de totes les actualitzacions de Select Scheme fins ara, llançades com un conjunt físic de ROM substituïbles per a les màquines de la sèrie RiscPC i A7000.
Mentrestant, l'octubre de 2002, Castle Technology va llançar el clon Acorn Iyonix PC. Això va executar una variant de 32 bits (en contrast amb 26 bits) del sistema operatiu RISC, anomenada RISC OS 5. RISC OS 5 és una evolució independent del sistema operatiu RISC basat en el treball de NCOS realitzat per Pace. L'any següent, Castle Technology va comprar RISC OS a Pace per una suma no revelada. L'octubre de 2006, Castle va anunciar un pla de llicència de font compartida, gestionat per RISC OS Open Limited, per a elements de RISC OS 5.
L'octubre de 2018, RISC OS 5 es va tornar a llicenciar sota la llicència Apache 2.0.
El desembre de 2020, el codi font de RISC OS 3.71 es va filtrar a The Pirate Bay.

## Característiques
El sistema operatiu és d'un sol usuari i empra multitasca cooperativa (CMT). Tot i que la majoria dels sistemes operatius d'escriptori actuals utilitzen la multitasca preventiva (PMT) i el multithreading, RISC OS continua amb un sistema CMT. El 2003, molts usuaris havien demanat que el sistema operatiu migrés a PMT. La protecció de la memòria del sistema operatiu no és completa. El nucli del sistema operatiu s'emmagatzema a la ROM, donant un temps d'arrencada ràpid i una seguretat contra la corrupció del sistema operatiu. RISC OS 4 i 5 s'emmagatzemen en 4 MB de memòria flaix, o com a imatge ROM a la targeta SD en ordinadors de placa única com el Beagleboard o el Raspberry Pi, permetent actualitzar el sistema operatiu sense haver de substituir el xip ROM. El sistema operatiu està format per diversos mòduls. Aquests es poden afegir i substituir, inclosa la càrrega suau dels mòduls que no estan presents a la ROM en temps d'execució i la substitució sobre la marxa. Aquest disseny ha fet que els desenvolupadors del sistema operatiu publiquen actualitzacions continuades a les seves versions del sistema operatiu, mentre que tercers poden escriure mòduls de substitució del sistema operatiu per afegir noves funcions. S'accedeix als mòduls del sistema operatiu mitjançant interrupcions de programari (SWIs), de manera similar a les crides al sistema en altres sistemes operatius.
El nucli RISC OS té una tasca única i controla el maneig d'interrupcions, serveis DMA, assignació de memòria i visualització de vídeo; la multitasca cooperativa la proporciona el mòdul WindowManager.